# Marcel Wouda
Marcel Wouda, né le 23 janvier 1972 à Tilbourg, est un ancien nageur néerlandais. Il fut le premier champion du monde néerlandais en natation en remportant le 200 m 4 nages aux Mondiaux 1998 à Perth.

## Biographie
Il fait ses débuts olympiques à Barcelone en 1992 ; il est alors le seul nageur masculin de la délégation néerlandaise de natation qui réalise un zéro pointé en termes de médailles. Alors que les conditions d'entraînement aux Pays-Bas ne lui permettaient plus de progresser, Wouda rejoint l'université du Michigan à Ann Arbor où, entraîné par Jon Urbanchek, il côtoie les nageurs Eric Namesnik, Gustavo Borges ou Tom Dolan. Pourtant, en 1995, il retourne s'entraîner aux Pays-Bas auprès de Jacco Verhaeren au sein de la structure du PSV Eindhoven qui permet à la natation batave de se reconstruire progressivement après l'échec olympique de Barcelone. Son palmarès s'enrichit alors puisqu'il obtient deux médailles mondiales en petit bassin et bat le record du monde du 400 m 4 nages toujours en bassin de 25 m. Lors des championnats du monde 1998 de Perth, il décroche la médaille d'or sur 200 m 4 nages en devançant le Français Xavier Marchand et termine second sur 400 m 4 nages. Symbole de la nouvelle vitalité de la natation néerlandaise (avec les sprinteurs Pieter van den Hoogenband ou Inge de Bruijn), il dispute les Jeux de Sydney en 2000 avec ambition. Terminant second avec le relais 4 × 200 m nage libre néerlandais, il échoue lors des épreuves individuelles à la cinquième place sur 200 m 4 nages. C'est après sa troisième participation olympique qu'il décide d'arrêter sa carrière sportive.
S'il n'a jamais brillé à titre individuel aux J.O., son palmarès au niveau européen est beaucoup plus riche puisqu'il a remporté cinq titres de champion d'Europe en grand bassin dont 3 en individuel tous obtenus en 4 nages. Il a, en outre, gagné quatre médailles d'or en petit bassin.

## Records
- Record du monde sur 400 m 4 nages en petit bassin : 2 améliorations en 1997.

## Palmarès

### Jeux olympiques
- Jeux olympiques de 1996 à Atlanta (États-Unis) :
  - 4e sur l'épreuve du 200 m 4 nages (2 min 1 s 24).
  - 7e sur l'épreuve du 400 m 4 nages (4 min 17 s 64).

- Jeux olympiques de 2000 à Sydney (Australie) :
  - 5e sur l'épreuve du 200 m 4 nages (2 min 1 s 48).
  - 4e avec le relais néerlandais 4 × 100 m 4 nages.
  -  Médaille de bronze avec le relais néerlandais 4 × 200 m nage libre.

### Championnats du monde

#### En grand bassin
- Championnats du monde 1998 à Perth (Australie)
  -  Médaille d'or du 200 m 4 nages (2 min 1 s 18)
  -  Médaille d'argent du 400 m 4 nages (4 min 15 s 53)
  -  Médaille d'argent avec le relais néerlandais 4 × 200 m nage libre

#### En petit bassin
- Championnats du monde 1999 à Hong Kong
  -  Médaille d'argent du 400 m 4 nages (4 min 9 s 29)
  -  Médaille de bronze du 200 m 4 nages (1 min 58 s 63)
  -  Médaille d'argent du relais 4 × 100 m nage libre (3 min 11 s 57)
  -  Médaille d'or du relais 4 × 200 m nage libre (7 min 4 s 48)

### Championnats d'Europe
| Année / Discipline | 4 nages | 4 nages | Relais     | Relais     | Relais     |
| Année / Discipline | 200 m   | 400 m   | 4 × 100 NL | 4 × 200 NL | 4 × 100 4N |
| 1993 Sheffield     | -       | 3e      | -          | -          | -          |
| 1995 Vienne        | -       | 5e      | -          | 7e         | -          |
| 1997 Séville       | 1er     | 1er     | -          | 2e         | -          |
| 1999 Istanbul      | 1er     | 3e      | 1er        | -          | 1er        |
| 2000 Helsinki      | 7e      | -       | -          | 3e         | -          |

| Année / Discipline | 4 nages | 4 nages | 4 nages | Relais    |
| Année / Discipline | 100 m   | 200 m   | 400 m   | 4 × 50 NL |
| 1996 Rostock       | 1er     | 1er     | 1er     | -         |
| 1998 Sheffield     | -       | 2e      | 1er     | -         |
| 1999 Lisbonne      | 3e      | 1er     | -       | 3e        |